# Loge Simon Stevin
Loge Simon Stevin is een vrijmetselaarsloge in Oostende die deel uitmaakt van de Grootloge van België.
De loge komt samen in de Stokkellaan 45 (Stene, Nieuwe Koerswijk) en de zittingen vinden elke eerste, derde en eventueel vijfde zaterdag plaats, om 18.00 uur.
Zij is vernoemd naar Simon Stevin (1548-1620) een natuurkundige, wiskundige en ingenieur afkomstig uit Brugge.

## Geschiedenis
De wortels van deze loge liggen in Brugge, als werkplaats van het Grootoosten van België. Ze werd in Brugge in 1937 gesticht door zeven leden van La Flandre, in reactie op de uitsluitende Franstaligheid van deze loge. De werkplaats werd officieel geïnstalleerd op 26 februari 1940 en werd ingeschreven, onder het nummer 29.
In 1945, bij haar heroprichting na de Tweede Wereldoorlog, verliet de loge Brugge om zich in Oostende te vestigen. In 1960 ging zij over van het Grootoosten naar de Grootloge van België.

## Bekende leden
- Evert Kuypers, architect, stichtend lid
- André Vlaanderen (1881-1955), illustrator en tekenaar, stichtend lid
- Albert Goethals (1885-1973), kunstschilder-etser, stichtend lid
- Peter Callebout (1916-1970), architect, stichtend lid
- Ernest Callebout (1867-1952), beeldhouwer en architect, stichtend lid
- Jan Schepens  (1909-1994), leraar en letterkundige, stichtend lid